# (9294) 1983 EV
(9294) 1983 EV là một tiểu hành tinh vành đai chính. Nó được phát hiện bởi Evan Barr ở Anderson Mesa Đài thiên văn Lowell south thuộc Flagstaff, Arizona, ngày 10 tháng 3 năm 1983.